# Brückleinsmühle (Roth)
Brückleinsmühle (fränkisch: Briglasmil) ist ein Gemeindeteil der Kreisstadt Roth im Landkreis Roth (Mittelfranken, Bayern). Brückleinsmühle liegt in der Gemarkung Eckersmühlen.

## Geografie
Die Einödmühle liegt etwa 850 m südöstlich des Altortes von Eckersmühlen an einem Seitenarm der Roth. Über die Neue Siedlung ist sie inzwischen baulich mit dem Ort verbunden. Im Südwesten grenzt das Waldgebiet „Hirtenbrünnle“ an.

## Geschichte
Der Ort wurde 1504 als „Prucklaßmul“ erstmals urkundlich erwähnt. Benannt wurde die Mühle nach der in der Nähe befindlichen Brücke, über die ein Verkehrsweg von Roth nach Hilpoltstein führte. Die Mühle gehörte zur einen Hälfte dem Nürnberger Bürger Chunrad Halbwachs, zur anderen Hälfte dem Hochstift Eichstätt. 1465 verkaufte Halbwachs seine Hälfte an das Hochstift Eichstätt. In der Folgezeit hatte ein Müller dieses Lehen samt Gült und Vogtei käuflich erworben. Er stellte sich jedoch unter den Privatschutz des Kastners und Richters von Roth. Um 1700 ergaben sich wegen dieses Erbrechtskaufes Streitigkeiten zwischen Eichstätt und dem Oberamt Roth. Später berief sich der Müller Georg Fiegl auf die ihm zustehenden Gemeinde-, Hut- und Holzbezugsrechte zuungunsten für das dem Deutschen Orden unterstehende Eckersmühlen, zu dem Brückleinsmühlen gemeindlich gehörte. Dabei wurde er vom Oberamt Roth unterstützt. 1731 kam es sogar zu bewaffneten Auseinandersetzungen und daran anschließend zu einem über dreißig Jahre währenden Rechtsstreit.
Gegen Ende des 18. Jahrhunderts gehörte die Brückleinsmühle zur Realgemeinde Eckersmühlen. Es gab ein Anwesen. Das Hochgericht übte das brandenburg-ansbachische Oberamt Roth aus. Die Mahlmühle hatte das Kastenamt Roth als Grundherrn. Unter der preußischen Verwaltung (1792–1806) des Fürstentums Ansbach erhielt die Brückleinsmühle die Hausnummern 51 und 52 des Ortes Eckersmühlen.
Von 1797 bis 1808 unterstand der Ort dem Justiz- und Kammeramt Roth. Im Rahmen des Gemeindeedikts wurde Brückleinsmühle dem 1808 gebildeten Steuerdistrikt Eckersmühlen und der 1811 gegründeten Ruralgemeinde Eckersmühlen zugeordnet.
1885 wurde das Anwesen vom Werkmeister Karl Grimm und dem Spinnereibesitzer Johann Wolkersdorfer erworben. 1889 brannte die Mühle vollkommen ab. 1890 wurde sie unter Konrad Grimm wieder aufgebaut und 1893 um eine Dampfmaschine erweitert, weil die Wasserkraft für den Betrieb der Werkstatt allein nicht mehr ausreichte.
Am 1. Mai 1978 wurde Brückleinsmühle im Zuge der Gebietsreform in Bayern nach Roth eingegliedert.

## Einwohnerentwicklung
| Jahr      | 001818 | 001840 | 001861 | 001871 | 001885 | 001900 | 001925 | 001950 | 001961 | 001970 | 001987 |
| Einwohner | 8      | 12     | *      | 8      | 14     | 14     | 11     | 12     | 5      | 5      | *      |
| Häuser    | 2      | 1      |        |        | 3      | 2      | 2      | 1      | 2      |        | *      |
| Quelle    | [ 15 ] | [ 16 ] | [ 17 ] | [ 18 ] | [ 19 ] | [ 20 ] | [ 21 ] | [ 22 ] | [ 23 ] | [ 24 ] | [ 25 ] |

## Religion
Brückleinsmühle ist seit der Reformation evangelisch-lutherisch geprägt und bis heute in die Dreifaltigkeitskirche (Eckersmühlen) gepfarrt. Die Katholiken waren ursprünglich nach St. Johannes der Täufer (Hilpoltstein) gepfarrt, heute ist die Pfarrei Maria Aufnahme in den Himmel (Roth) zuständig.